# Hertzsprunggat

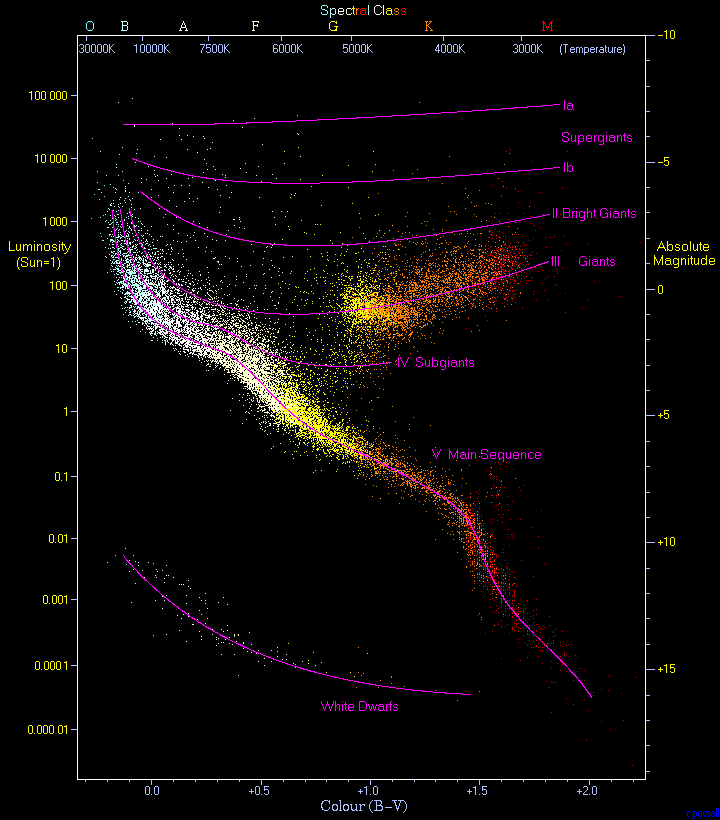
Hertzsprung-Russelldiagram met het Hertzsprunggat zichtbaar als een gebied met zeer weinig sterren tussen de hoofdreeks en de reuzentak.

Het Hertzsprunggat is een opmerkelijk kenmerk van het Hertzsprung-Russelldiagram dat vaak opvalt bij het categoriseren van sterpopulaties. Het is vernoemd naar Ejnar Hertzsprung, die het het eerst opviel. Het ligt in het gebied van het HR-diagram tussen spectraalklasse A5 en G0 en bij een absolute magnitude tussen +1 en -3. Wanneer een ster tijdens haar sterevolutie het Hertzsprunggat doorkruist betekent dat deze haar waterstof in de sterkern heeft opgebrand, maar nog niet met verbranding in de waterstofschil is begonnen. 
Sterren komen wel voor in het Hertzsprunggat, maar omdat ze zo snel door dit gedeelte van het HR-diagram heen evolueren is het zeer dun bevolkt. Het gedeelte dat een ster van haar leven in het gat spendeert, slechts enkele duizenden jaren, is in vergelijking met een totale levensduur van een ster van tientallen miljoenen jaren erg kort. Een Hertzsprung-Russelldiagrammen met resultaten van 22000 sterren van de  Hipparcos-missie laten het gat duidelijk zien (zie de figuur).